# 砂子塘
砂子塘位于湖南省长沙市城区长岭以东城南路与曙光路交汇处向周围辐射的大片区域，建立于1996年，砂子塘为长沙城区重要地名之一，砂子塘中心区部分区域构成城市基层行政区划单位砂子塘社区，砂子塘及其临近地区属于砂子塘街道，为雨花区街道之一。
下辖社区居委会8个，其中2个单位型社区、6个纯居民社区，常住人口5.6万人。通过不懈努力，街道打造了“红色服务联盟”、流动党员管理服务站、赤黄路教育文化街、就业联姻会所、社区巡防站、砂子塘社区“砂家帮”、桔园社区“家文化”、野坡社区“法制化社区”、梨子山社区“农民工子女社区课堂”等一系列精品、亮点，获得了“长沙市优秀基层党组织”、“四好十佳”领导班子、“雨花区目标管理考核先进单位”、“全省创建和谐社区先进街道”、“全国预防青少年违法犯罪工作先进集体”等荣誉称号。
砂子塘辖：砂子塘、桔园、茶园坡、白沙、金地、金科园、梨子山、野坡8个社区。面积2.6平方公里，分为8个社区居委会，有人口5万多人。辖区内有曙光南路、韶山南路、劳动东路、新建东路、赤黄路“三横二纵”五条主次干道，有长沙卷烟厂，湖南中医药大学， 砂子塘小学等驻街单位60多家。